# Municipio de Magazine (Arkansas)
El municipio de Magazine (en inglés: Magazine Township) es un municipio ubicado en el condado de Yell en el estado estadounidense de Arkansas. En el año 2010 tenía una población de 1162 habitantes y una densidad poblacional de 12,99 personas por km².

## Geografía
El municipio de Magazine se encuentra ubicado en las coordenadas 35°8′24″N 93°16′13″O / 35.14000, -93.27028. Según la Oficina del Censo de los Estados Unidos, el municipio tiene una superficie total de 89.44 km², de la cual 89,07 km² corresponden a tierra firme y (0,41 %) 0,37 km² es agua.

## Demografía
Según el censo de 2010, había 1162 personas residiendo en el municipio de Magazine. La densidad de población era de 12,99 hab./km². De los 1162 habitantes, el municipio de Magazine estaba compuesto por el 93,89 % blancos, el 0,95 % eran asiáticos, el 0,69 % eran isleños del Pacífico, el 3,01 % eran de otras razas y el 1,46 % eran de una mezcla de razas. Del total de la población el 5,77 % eran hispanos o latinos de cualquier raza.